# Praestigia uralensis
Espèce
Praestigia uralensis est une espèce d'araignées aranéomorphes de la famille des Linyphiidae.

## Distribution
Cette espèce est endémique de Russie. Elle se rencontre en Oural.

## Étymologie
Son nom d'espèce, composé de ural et du suffixe latin -ensis, « qui vit dans, qui habite », lui a été donné en référence au lieu de sa découverte, l'Oural.

## Publication originale
- Marusik, Gnelitsa & Koponen, 2008 : A survey of Holarctic Linyphiidae (Araneae). 3. A review of the genus Praestigia Millidge, 1954. Bulletin of the British Arachnological Society, vol. 14, no , p. 213-231.